# Адажио (фильм)
«Адажио» (итал. Adagio) — фильм итальянского режиссёра Стефано Соллимы с Тони Сервилло в главной роли. Его премьера состоялась в рамках основной программы 80-го Венецианского кинофестиваля в сентябре 2023 года.

## Сюжет
Действие фильма происходит в Риме. По словам режиссёра, это «мрачная история о мести и искуплении, которая станет последней главой римской криминальной трилогии», то есть продолжением картин «Криминальный роман» и «Субурра: Город мафии».

## В ролях
- Тони Сервилло
- Пьерфранческо Фавино
- Валерио Мастандреа

## Премьера и восприятие
Фильм показали на 80-м Венецианском кинофестивале в сентябре 2023 года. Он включён в основную программу и претендует на «Золотого льва». Антон Долин оценил «Адажио» на 4 балла из 10, Антон Фомочкин — на 3 балла, Денис Виленкин — на 2. Стас Тыркин охарактеризовал картину как «медитацию о странностях и трудностях отцовства, облеченную в форму жестокого криминального романа с всполохами антиутопии». Он высоко оценил игру Пьерфранческо Фавино